# 쓰르라미 울 적에의 등장인물 목록
이 문서는 《쓰르라미 울 적에》에 등장하는 인물에 대한 문서이다.

## 부활동 멤버
마에바라 케이이치 (일본어: 前原 圭一)
성우: 호시 소이치로 / 영화: 마에다 고우키
쇼와 58년 5월에 도쿄로부터 이사해 온 소년. 미온보다 학년은 1개하이지만 연령은 같다. 출제편 3작(「오니카쿠시편」·「와타나가시편」·「타다리고로시편」) 및 PS2판 「축제」·DS판 「반」의 주인공.

류구 레이나 (일본어: 竜宮 礼奈)
성우: 나카하라 마이 / 영화: 마츠야마 아이리
케이이치의 동급생. 오니카쿠시편의 히로인이자 츠미호로보시편의 주인공이다.

소노자키 미온 (일본어: 園崎 魅音)
성우: 유키노 사츠키 / 영화: 아스카 린
히나미자와 분교의 최상급생으로 클래스 위원장을 근무한다. 소노자키 시온의 쌍둥이 언니.「와타나가시」및 외전작품 「요이고시편」의 히로인.

호죠 사토코 (일본어: 北条沙都子)
성우: 카나이 미카 / 영화: 오노 에레나
케이이치의 하급생. 리카와는 대조적으로 활발하지만, 2명 함께 있는 것이 많다.「타다리고로시편」의 히로인이며, 또, 애니메이션 오리지널 에피소드 「야쿠사마시편」의 주인공이다.

후루데 리카 (古手梨花)
성우: 타무라 유카리 / 영화: 아이카
케이이치의 하급생. 사토코와는 대조적으로 어울리지 않게 어른스러워지고 있다. 「히마츠부시편」의 히로인이자 「미나고로시」 「마츠리바야시」의 주인공. 컨슈머판의 최종작 「미오츠오쿠시」의 주인공이기도 하다. 이 이야기의 진정한 주인공이라고 하는 뒤설정도 있다.

소노자키 시온 (園崎詩音)
성우: 유키노 사츠키
「히나미자와 파이터즈」의 매니저. 소노자키 미온의 일란성 쌍둥이. 「메아카시편」및 외전작품 「우츠츠코와시편」의 주인공.

## 그 외·사건에 관련되는 사람들
오오이시 쿠라우도 (大石蔵人)
성우:챠후린/영화:스기모토 텟타
오키노미야 경찰서의 경찰. 조금 뚱뚱한 중년 남성으로 오니카쿠시 편부터 마츠리바야시편, 그리고 오니사라시편까지 하나도 빠짐없이 등장하는 인물. 히나미자와 주민들로부터 미움받고 있는 인물로 상부에서 연관이 없다고 판정한 5년간 일어나고 있는 죽음들이 서로 연관이 있다고 보고 그에 대해 조사하고 있다. 그가 나타나면 항상 '오야시로의 신벌'이 일어난다고 하여 히나미자와 주민들로부터는 "오야시로님의 하수인" 이라고 불리고 있다.
오니카쿠시편에서는 마을의 연속 괴사 사건을 조사하기 위해 이사온 지 얼마 되지 않은, 외부인이나 다름없는 케이이치의 도움을 구하지만, 오히려 그것으로 인해 케이이치의 히나미자와 증후군 레벨 5가 발병해 버린다.
미나고로시편에서는 기후에서 발견된 타카노의 시체가 사망 시각이 맞지 않다는 사실을 알고 쿠마가이와 함께 기후로 갔다가, 도움을 요청하는 리카의 전화로 급히 히나미자와로 돌아오던 도중 쿠마가이와 함께 야마이누에게 저격당해 사망.
마츠리바야시편에서는 아카사카와 함께 대활약. 오키노미야 경찰서 내에서 쿠마가이와 함께 야마이누를 교란시키고, 경찰 내에 있는 도쿄의 스파이도 잡아내며 사건 해결에 일조한다.
아카사카 마모루 (赤坂 衛)
성우:코야스 타케히토(드라마 CD·쓰르라미 데이 브레이크)·오노 다이스케(애니메이션·축제)
공안부의 조사원. 히마츠부시 편의 주인공으로써 다른 문제편을 비롯해서 메아카시와 츠미호로보시편에는 등장하지 않는다. 5년 전의 토막살인이 있기전, 의원의 아들 납치사건을 조사하기 위해 히나미자와에 와서 오오이시와 함께 수사를 진행한다.
히마츠부시편에서 히나미자와와 아무 상관이 없는, 철저한 외부인으로서 사태를 관측한다.
츠미호로보시편에서 히나미자와 대재해 발생 30년 후 오오이시와 함께 히나미자와를 찾아와 히나미자와 대재해의 의문점을 파헤치려 시도한다.
미나고로시편에서는 아내와 함께 오키노미야 근처의 온천으로 관광 온다. 하지만 아무런 도움도 주지 못한다.
마츠리바야시편에서는 오오이시와 함께 대활약. 야마이누에게 잡혀 죽기 직전의 리카를 혼자서 구해낸다. 이후 토미타케와 함께 히나미자와를 빠져나가 도쿄에 연락, 반켄 부대를 불러온다. 이때의 활약이 동인계에서는 권왕(拳王)이라고도 불린다.
쿠마가이 카츠야 (熊谷 勝也)
성우: 카와무라 타쿠오
오오이시의 부하 형사. 이리에의 수면제 중독사건을 조사한다.
애니메이션 오리지널 시나리오인 야쿠사마시에서 이리에의 수면제 중독사건을 조사하다 사코토의 도움 요청으로 후루데 저택으로 가던 도중 야마이누의 총에 맞아 사망.
미나고로시편에서는 오오이시와 함께 기후에서 후루데 저택으로 급히 돌아오던 도중 오오이시와 함께 야마이누에게 저격당해 사망.
토미타케 지로우 (富竹ジロウ)
성우 : 오오카와 토오루/영화:타니구치 마사시
히나미자와를 자주 방문하는 프리 카메라 맨. 타카노 미요씨에게 카메라 맨의 기술(?)을 가르쳐주고 있는 듯하다. 자신의 말로는 주로 조류 등을 찍는다고는 하지만 쓰레기 산 근처에서 노을을 바라보는 케이이치를 찍는등 뭘 하는지 잘 모르겠는 사람. 부활동 멤버와는 이미 아는 사이인듯하다. 지로우라는 이름은 팬네임인 듯하고 진짜 이름은 밝혀지지 않았다. 오니카쿠시를 포함해서 모든 편에서 와타나가시 날 밤 자신의 손톱으로 자신의 목을 긁어 뜯어 자살하고 마는 비운의 인물로 몇몇 팬들사이에서는 자명종 (그의 죽음 = 참극의 시작)으로 불리고 있다.
마츠리바야시를 제외한 모든 시나리오에서 목을 뜯어 사망.
타카노 미요 (鷹野三四)
성우 : 이토 미키/영화:카와하라 아야코
히나미자와 진료소의 간호사. 히나미자와 출신이 아닌 듯하다. 역사와 그 지역에서 내려오는 전설에 관심있어하며 와타나가시의 유래에 대해 조사하고 있다. 지로우씨와 같이 있는 것이 종종 목격되곤 한다. 오니카구시편에서는 와타나가시 날밤 행방불명이 되는 한편 와타나가시 편과 타타리고로시 편에서는 불에탄 시체로 발견된다.
이리에 쿄우스케 (入江京介)
성우 : 세키 토시히코/영화:타나카 코타로
히나미자와 진료소의 의사. 약간 변태성 기질이 보이는 사람으로 메이드에 열광하는 인물, 하지만 성품은 온화하고 이해심이 깊다. 야구팀 히나미자와 파이터즈의 감독이다. 첫 등장은 타타리고로시 편. 아직 미혼으로 진심인지는 알 수 없지만 사토코가 크면 청혼하려고 계획중이라고 한다.
거의 대부분의 시나리오에서 수면제 중독으로 사망한다. 그리고 이것을 조사하던 쿠마가이 역시 야마이누에 의해 살해당하게 된다.
호죠우 사토시 (北条悟史)
성우:사이가 미츠키(드라마 CD)·코바야시 유우(애니메이션·축제)
호죠 사토코의 오빠로 동생을 아끼고 감싸주는 오빠. 문제편에서는 등장하지 않으며 해답편인 메아카시에서 첫 등장한다. 단 그 이름은 오니카쿠시 편부터 거론되는데 케이이치가 전학오기 1년 전 행방불명됐다. 경찰은 이 사건을 가출로 마무리 지은듯. 히나미자와 파이터즈의 일원이었다. 사토코와 마찬가지로 콜리플라워와 브로콜리를 구분할줄 모른다.
마에바라 이치로우 (前原伊知郎)
성우:마츠모토 야스노리/영화:米山善吉
케이이치의 아버지. 미술가. 예술적 영감을 얻기위해 엔젤모트등에 자주 간다.
마에바라 아이코 (前原藍子)
성우 : 마츠이 나오코/영화:호시 요코
케이이치의 어머니. 추리소설을 좋아한다.
카사이 타츠요시 (葛西辰由)
성우 : 타치키 후미히코
소노자키 가문이 이끄는 야쿠자의 일원.첫 등장은 와타나가시때,소노자키 아카네를 안지는 꽤나 오래된 듯하다.시온의 보디가드이며 시온이 세인트 루키아 학교에서 탈출할 때 시온을 도와 주고 여러 가지로 시온을 보살펴 주고 있는 인물. 과거에는 '산탄총의 신'이라고 불렸다.
호죠 텟페이 (北条鉄平)
성우 : 호우키 카츠히사
사토코와 사토시의 삼촌. 호죠 남매를 학대하는 등 여러 가지로 근본부터 썩어있는 인물. 첫 등장은 타타리고로시 편으로 공갈과 사기로 살아가고 있다고 한다. 주도면밀한 인물로 심한 아동학대도 다른 사람들을 협박하는 것도 경찰이나 국가의 공무원들에게 들키지 않았다. 1년 전, 와타나가시날밤 4번째 오야시로님의 저주로 아내가 박살체로 발견되자 두려움에서인지 히나미자와를 떠나 오키노미야에서 살고있었다.
타타리고로시 편에서는 다시 히나미자와로 돌아와 사토코를 학대하다가 와타나가시 날밤 케이이치에게 살해당한다.
츠미호로보시 편에서는 마미야 리나와 함께 레나의 아버지의 돈을 뜯으려 하다가 레나의 손도끼에 토막쳐 살해당한다.
마미야 리나(일본어: 間宮 リナ)
성우 : 히카미 쿄코(축제·드라마 CD)·와타나베 미사(애니메이션)
호죠 텟페이의 애인으로 텟페이와 함께 공갈과 사기를 반복하고 있는 여성. 이름이 처음으로 공개되는것은 타타리고로시 편에서이지만 첫 등장은 해답편인 츠미호로보시 편이다. 일명 꽃뱀으로 돈많고 어리숙한 미혼남성, 또는 이혼남성을 꾀어 결혼 직전까지 간후에 텟페이와 함께 돈을 뜯어내는 일을 자주 하고 있는 듯하다. 그밖에도 어느 주점에서 일하고 있는 듯하다.
타타리고로시 편에서는 와타나가시전에 하수구에서 손가락 마디마디에 대못이 빽빽이 박힌 체로 썩어가는 시체로 발견되었고, 츠미호로보시 편에서는 레나의 아버지를 타겟으로 삼았다가 레나에게 살해당하는 등, 등장 시나리오마다 사망한다.

## 그 외·본편에 등장하는 인물
치에 루미코 (知惠留美子)
성우 : 오리카사 후미코/영화:미와 히토미
히나미자와 분교의 유일한 반의 담임 선생님. 첫 모습이 등장하는 것은 타타리고로시 편으로 와타나가시 편에서는 대사는 주어지지만 모습을 보여주지 않는다. 카레에 광적인 집착을 보여 미온의 말로는 매년 인도로 카레여행을 떠난다고 한다. 기본 콘셉트는 Type-Moon 의 작품인 월희(月姬)의 시엘(Ciel)로 용기사 07 씨가 직접 Type-Moon 의 스토리 작가, 나스 키노코에게 허락을 받고 만든 캐릭터라고 한다.
소노자키 아카네 (園崎 茜)
성우 : 이노우에 키쿠코
미온과 시온의 어머니. 전 소노자키 가문의 차기 당주. 어떠한 일을 계기로 차기 당주 자격을 박탈당했고 그때 이름을 바꿨다고 한다. 본래 이름은 역시 아카네로 읽히긴 하지만 미온과 마찬가지로 이름에 귀(鬼)가 들어갔었다고 한다.
아카사카 유키에 (赤坂雪絵)
성우 : 칸다 리에(드라마 CD), 미즈노 리사(애니메이션,축제조각놀이)
아카사카 마모루의 아내.하지만 히마츠부시에선 사망한다.
아카사카 미유키(일본어: 赤坂 美雪)
성우 : 사와시로 미유키
아카사카 유키에가 죽었을때, 안에 살아있던 아이.
칸시키(일본어: 鑑識)
성우:마루야마 에이지
오야시로님 (お社様)
오래전 마을에 식인귀가 처들어 왔을 때 식인귀들을 진정시키고 인간으로 변하게 하여 사람들과 사이좋게 지내게 하였다는 히나미자와 마을의 수호신. 히나미자와 주민들은 감사와 두려움의 대상으로 히나미자와를 버리고 떠나는 사람들을 용서하지 않는다고 한다. 따라서 히나미자와 마을 주민들이 마을을 떠나 다른곳으로 이사하는 경우는 극히 드물다.(옆 도시인 오키노미야 시 로의 이사는 제외) 오야시로님이 분노하였을 경우 살아있는 사람을 제물로 바쳐야 한다고 한다. 쓰르라미 울적에의 문제편에서는 이 오야시로님이 실존하는지, 아니면 단순한 미신인지 하는 의혹이 계속해서 거론된다.

## 등장인물 스포일러
하뉴 (羽入)
성우:호리에 유이
「미나고로시편」으로부터 등장한 주요인물이며, 「마츠리바야시」 후반의 주인공.